# Subaru WRX Concept
De Subaru WRX Concept is een conceptauto van Subaru. De auto werd voor het eerst tentoongesteld op de New York International Auto Show in 2013. De Subaru WRX Concept is een 4-deurs sedan met vierwielaandrijving. De auto is gespoten in de kleur "WR Blue Pearl III" (blauw) en heeft 20 inch velgen van BBS.

## Bron
- Autoblog